# Залютине (станція)
Залю́тине —  проміжна залізнична станція 4-го класу Харківської дирекції Південної залізниці на лінії Шпаківка — Основа. Розташована у південно-західній частині міста Харків.

## Історія
Станція відкрита не пізніше 1922 року як зупинка трудових (приміських) поїздів сполученням Харків - Золочів на 226-й - 227-й версті Північно-Донецької залізниці. Виникнення зупинки трудових поїздів пов'язане із відкриттям у даному районі 1-ї державної канатної фабрики. Пасажиропотік по даній зупинці був надвеликим, хоча пасажирської будівлі або павільйону тут досить тривалий час не було, а за 1 хвилину стоянки трудового поїзду не всі охочі встигали сідати на поїзд. Крім того, по 226-й версті лінії Льгов - Лиха, станом на середину 20-х років ХХ ст., було облаштовано стрілку і під'їзну колію 2-го корінного парку Українського воєнного округу.
З 1926 року в районі зупинки було облаштовано залізничний роз’їзд 226-ї версти, де зупинялися вже поїзди пасажирського сполучення Льгов - Харків і Льгов - Ростов. З 1927 року роз’їзд називається Залютине, тут починається будівництво станції (найімовірніше – військового призначення), завершене в 1930 році.
Існує дві версії походження назви станції. За однією з них назва походить від однойменного трактиру, який знаходився за Холодною горою на пів шляху між Харковом та Куряжем. За іншою версією назва походить від хутора Залютин, який розташовувався трохи північніше (нині — мікрорайон «Залютине» Харкова). За версією ветерана Південної залізниці М.Чешка, назва «Залютине» виникло після відступу з території Російської імперії наполеонівських військ, які в’язли у багнюці (при вимові назви чуються слова «заллю» і «тина»).
В роки Другої Світової війни станцію було зруйновано, і відновлено лише в 1954 році. Станція мала 5 станційних та 21 під’їзну колію. Навантажувалися та відвантажувалися будматеріали, нафтоналив, продукти, техніка. Наприклад, до станції тоді примикали колії хутряної та вовномийної фабрик. У 1970 році станція електрифікована постійним струмом (=3 кВ) в складі дільниці Харків — Золочів.

## Пасажирське сполучення
На станції Залютине зупиняються приміські поїзди сполученням Харків — Золочів.